# Hidinge socken
Hidinge socken i Närke ingick i Edsbergs härad, ingår sedan 1995 i Lekebergs kommun i Örebro län med en mindre del i Karlskoga kommun och motsvarar från 2016 Hidinge distrikt.
Socknens areal är 135,67 kvadratkilometer, varav 127,84 land. År 2000 fanns här 1 110 invånare. Tätorten Lanna och kyrkbyn Hidinge med sockenkyrkan Hidinge kyrka ligger i socknen.

## Administrativ historik
Hidinge socken har medeltida ursprung..
Vid kommunreformen 1862 övergick socknens ansvar för de kyrkliga frågorna till Hidinge församling och för de borgerliga frågorna till Hidinge landskommun. Landskommunen inkorporerades 1952 i Lekebergs landskommun som 1971 uppgick i Örebro kommun för att 1995 brytas ut och uppgå i Lekebergs kommun. Den 1 januari 1974 överfördes till Karlskoga kommun ett område med 106 invånare och en area på 68,3 kvadratkilometer, varav 61,6 land.
Församlingen uppgick 2006 i Knista församling.
1 januari 2016 inrättades distriktet Hidinge, med samma omfattning som församlingen hade 1999/2000.
Socknen har tillhört fögderier, tingslag och domsagor enligt vad som beskrivs i artikeln Edsbergs härad. De indelta soldaterna tillhörde Närkes regemente och Edsbergs kompani.

## Geografi
Hidinge socken ligger öster om Karlskoga med Svartån i sydost och Kilsbergen i väster. Socknen är i öster bördig slättbygd på Närkeslätten för att i Kilsbergen vara skogsbygd.

## Fornlämningar
Fyra hällkistor från stenåldern är funna liksom några gravrösen och två fornborgar från järnåldern.

## Namnet
Namnet (1314 Hidinge) kommer från kyrkbyn. Förleden kan innehålla hidhe, '(djur)Ide' möjligen syftande på bäverhus i Svartån. Efterleden inge är en inbyggarbeteckning.

## Befolkningsutveckling
| Befolkningsutvecklingen i Hidinge socken 1790–1990                                                      | Befolkningsutvecklingen i Hidinge socken 1790–1990 | Befolkningsutvecklingen i Hidinge socken 1790–1990 | Befolkningsutvecklingen i Hidinge socken 1790–1990 | Befolkningsutvecklingen i Hidinge socken 1790–1990 |
| --- | -------------------------------------------------- | -------------------------------------------------- | -------------------------------------------------- | -------------------------------------------------- |
| |                                                    |                                                    |                                                    |                                                    |
| År |                                                    |                                                    | Folkmängd                                          |                                                    |
| 1790 | 1790                                               |                                                    | 933                                                |                                                    |
| 1800 | 1800                                               |                                                    | 1 106                                              |                                                    |
| 1810 | 1810                                               |                                                    | 1 092                                              |                                                    |
| 1820 | 1820                                               |                                                    | 1 105                                              |                                                    |
| 1830 | 1830                                               |                                                    | 1 272                                              |                                                    |
| 1840 | 1840                                               |                                                    | 1 424                                              |                                                    |
| 1850 | 1850                                               |                                                    | 1 620                                              |                                                    |
| 1860 | 1860                                               |                                                    | 2 002                                              |                                                    |
| 1870 | 1870                                               |                                                    | 2 083                                              |                                                    |
| 1880 | 1880                                               |                                                    | 2 004                                              |                                                    |
| 1890 | 1890                                               |                                                    | 1 876                                              |                                                    |
| 1900 | 1900                                               |                                                    | 2 078                                              |                                                    |
| 1910 | 1910                                               |                                                    | 1 925                                              |                                                    |
| 1920 | 1920                                               |                                                    | 1 764                                              |                                                    |
| 1930 | 1930                                               |                                                    | 1 670                                              |                                                    |
| 1940 | 1940                                               |                                                    | 1 502                                              |                                                    |
| 1950 | 1950                                               |                                                    | 1 458                                              |                                                    |
| 1960 | 1960                                               |                                                    | 1 321                                              |                                                    |
| 1970 | 1970                                               |                                                    | 1 031                                              |                                                    |
| 1980 | 1980                                               |                                                    | 990                                                |                                                    |
| 1990 | 1990                                               |                                                    | 1 041                                              |                                                    |
| Anm: Källor: Umeå universitet - Tabellverket 1749-1859, Demografiska databasen, CEDAR, Umeå universitet |                                                    |                                                    |                                                    |                                                    |